# Álvaro Pino
Álvaro Pino (ur. 17 sierpnia 1956 w Ponteareas) – hiszpański kolarz szosowy startujący wśród zawodowców w latach 1981–1991. Zwycięzca Vuelta a España (1986).

## Najważniejsze zwycięstwa
- 1981 – etap w Vuelta a España
- 1986 – etap i klasyfikacja generalna Vuelta a España
- 1987 – Dookoła Katalonii
- 1988 – dwa etapy w Vuelta a España
- 1989 – etap w Vuelta a España